# 小林福太郎
小林 福太郎（こばやし ふくたろう、1882年（明治15年）11月 - 1938年（昭和13年）3月26日）は、日本の修理大工、建築家。社寺を中心に和風建築作品を多数設計した。

## 経歴等
東京出身。工手学校（現工学院大学）を卒業。もともとは内務省に奉職したのち、宮内省内匠寮に入り、特別保護建造物の修繕に従事。 1913年（大正2年）、御料車内部装飾設計を鉄道院から嘱託され両陛下御同乗車（皇室用客車 § 7号御料車）、賢所奉安御車（賢所乗御車）を担当する。
1919年（大正8年）、日光廟大修理工事の主任技師となる。
1925年（大正14年）には小林建築設計事務所を設立。没後は息子の小林謙一が継ぎ、大物忌神社吹浦宮や浅草寺雷門などを設計している。
また平安神宮増築の際、本殿、社務所の改築計画案を作成するが実現はしなかった。
明治神宮宝物殿競技設計で二等首席。

## 作品

### 設計

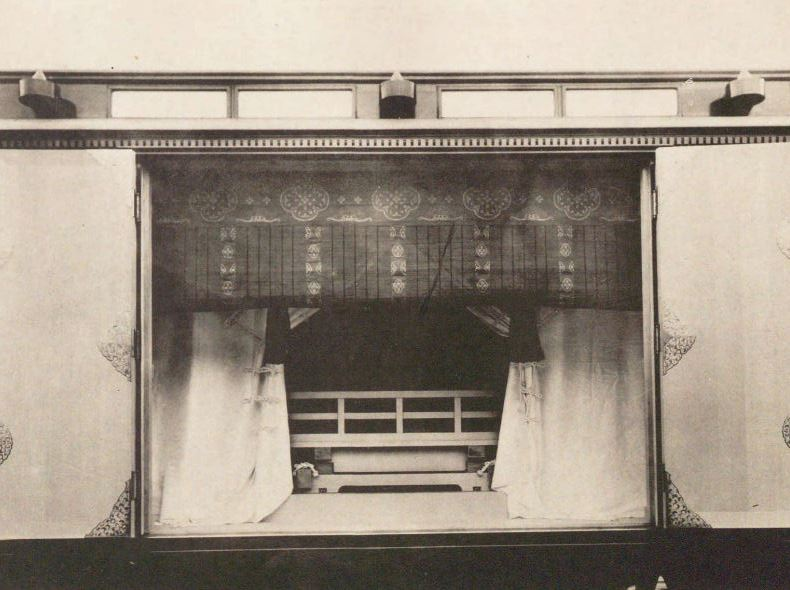
賢所御乗車

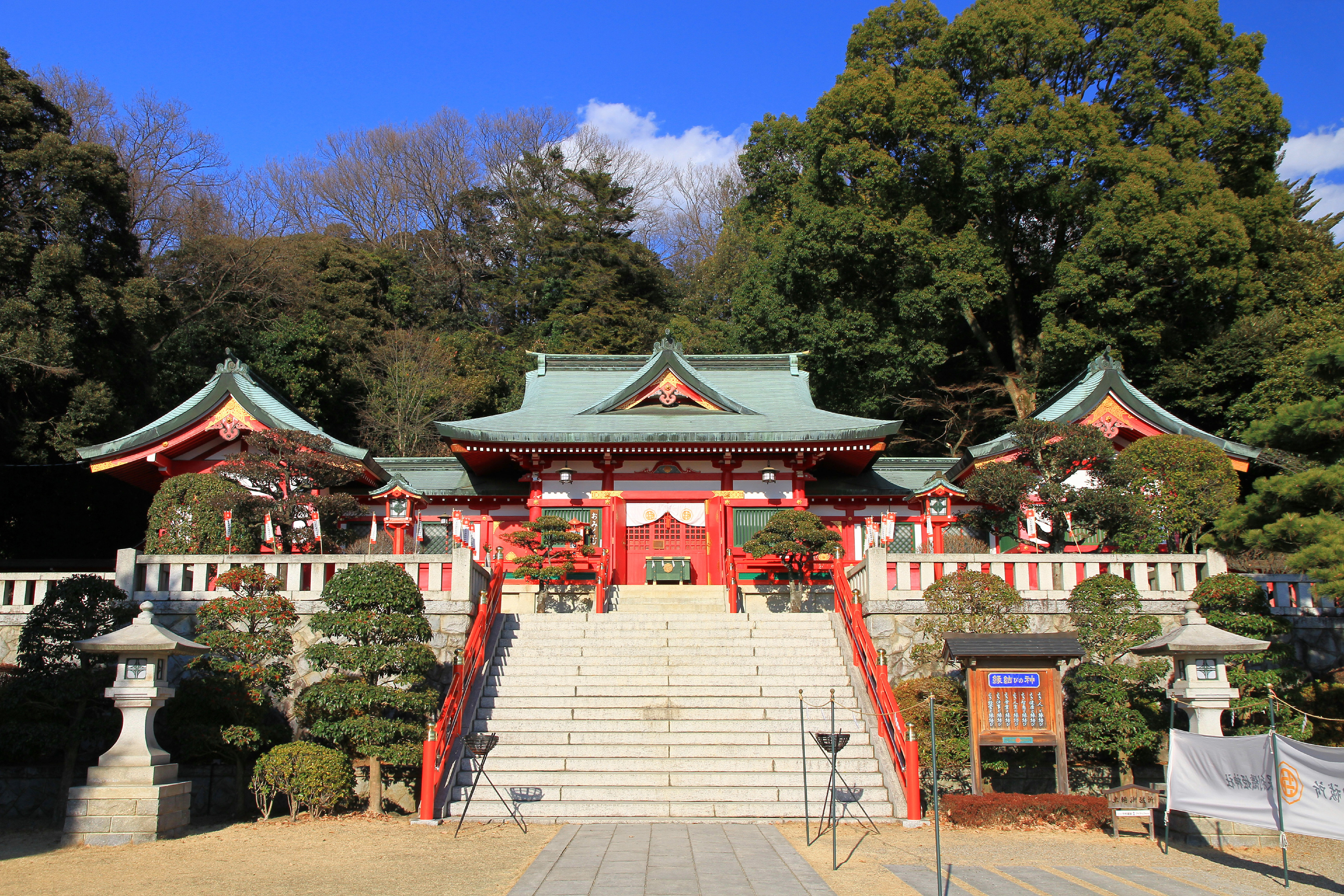
足利織姫神社

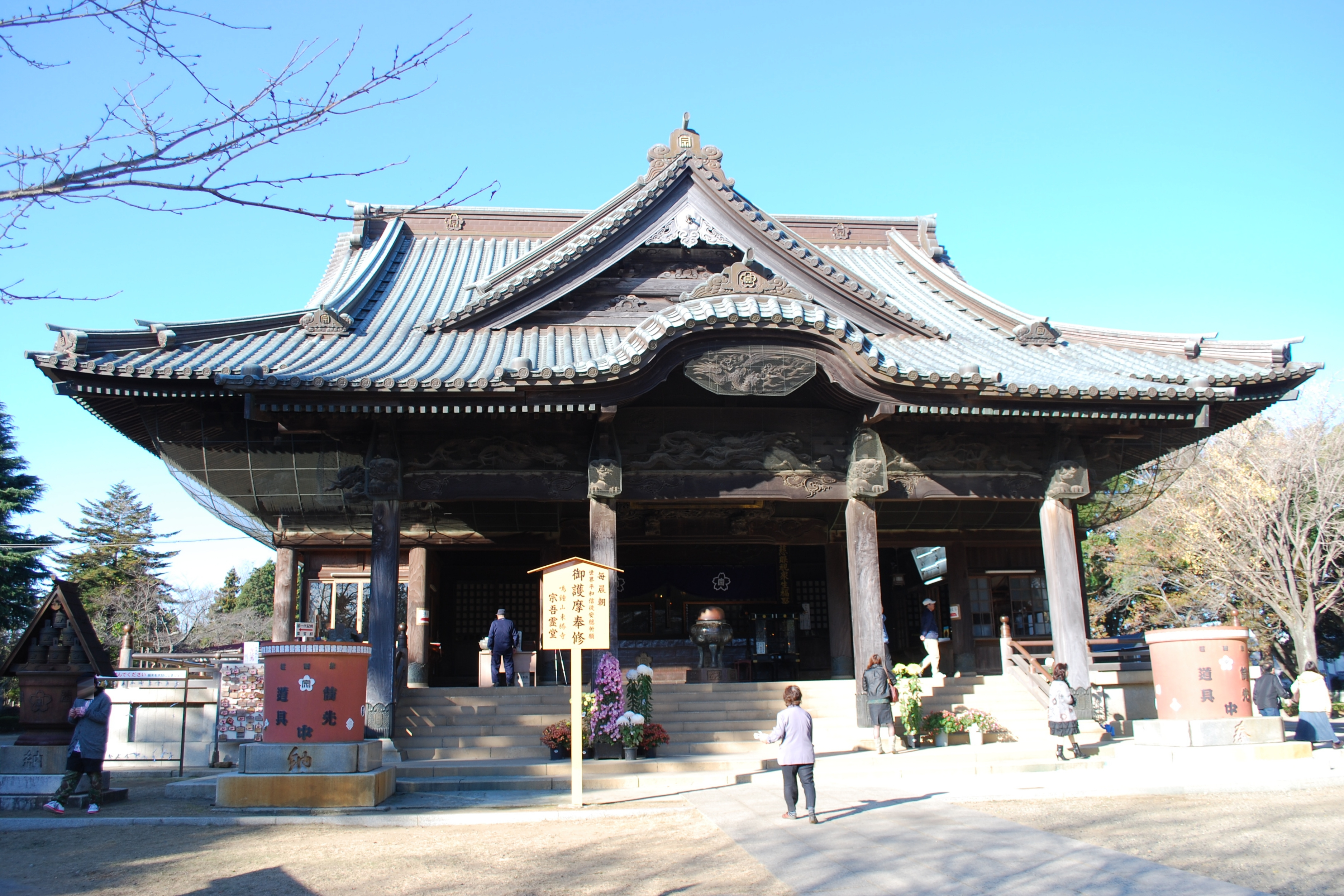
宗吾霊堂

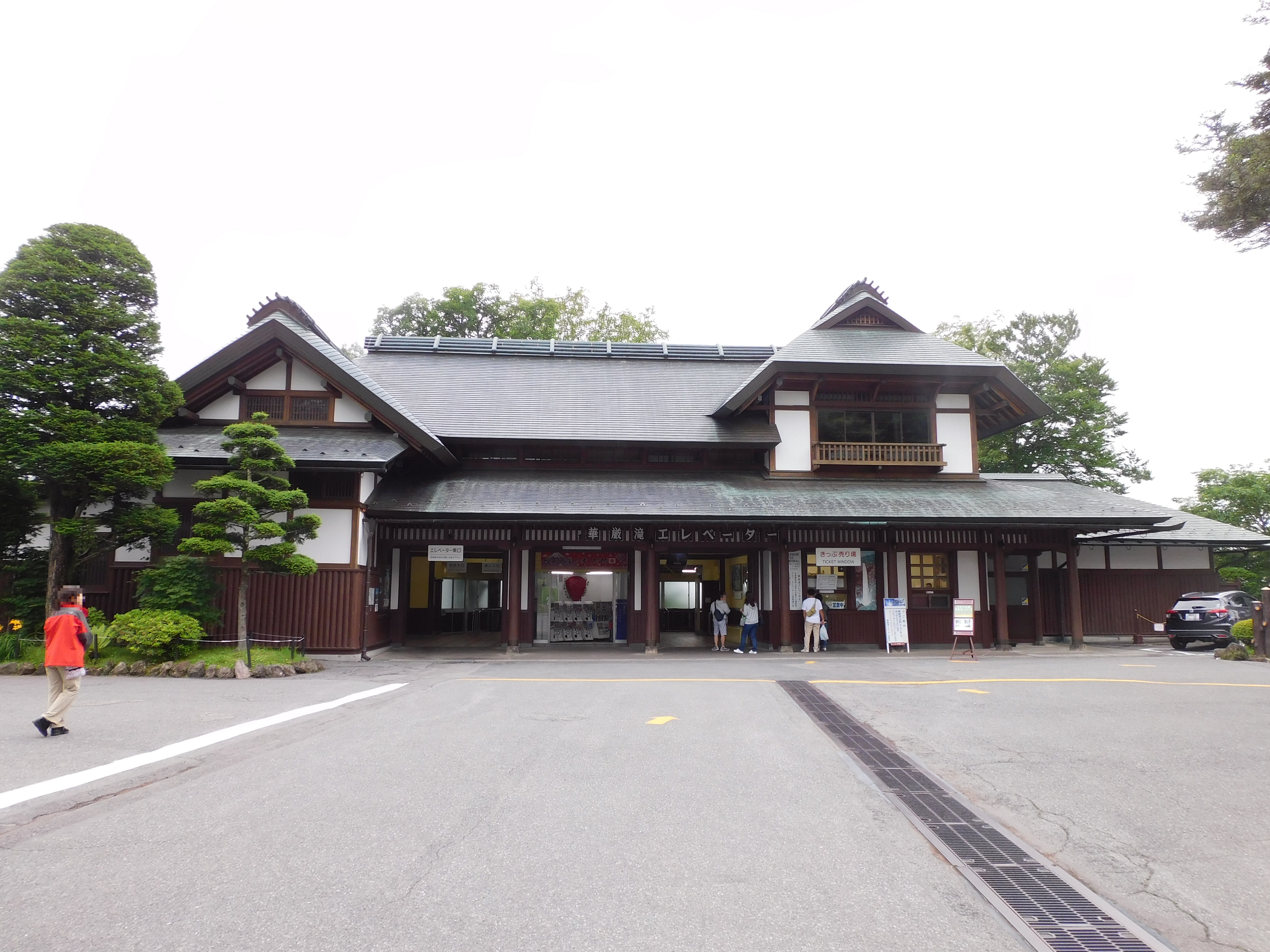
華厳の滝エレベーター昇降場

- 光雲神社本殿、中門、拝殿[3]。1909年。
- 風浪宮拝殿、総門、透塀等[3]。1910年。
- 両陛下御同乗車（皇室用客車 § 7号御料車）、賢所奉安御車（賢所乗御車）内部装飾設計[3]。1913年。
- 太宰府天満宮楼門、廻廊、東西門等[3]。1914年（※安藤時蔵と共同か）。
- 唐沢山神社神橋（登録有形文化財）[3]。1921年
- 小西旅館別館[5] 。1921年。
- 長福寿寺本堂、総門[3]。1925年。
- 東勝寺 (成田市)（宗吾霊堂）再建設計[3]。1925年。
- 安藤博邸[3]。1926年。
- 深川不動堂本堂再建[6]1925年。
- 成田山新勝寺洗心堂[3]。1927年。
- 長林寺 (足利市西宮町)本堂、開山堂[3]。1927年。
- 賀茂神社 (桐生市)拝殿、幣殿、神饌所[3]。1928年。
- 秩父神社境内整理、神楽殿、授与所など[3]。1929年。
- 貫前神社大鳥居、社務所[3]。1929年。
- 華厳の滝エレベーター昇降場[3]。1929年。
- 國學院大學神殿。1929年[7]。
- 白山比咩神社社務所、神門など[3]。1930年。
- 度津神社社殿[3]。1932年。
- 江沼神社社殿[3]。1930年。
- 淺草觀音堂昭和大修理[8][9]。1930年。
- 本龍院（待乳山聖天）[3]。1930年。
- 足利織姫神社新築工事。1934年。
- 佐嘉神社造営工事（焼失）。1934年。
- 樺太護国神社[3]。1934年。
- 千栗八幡宮社殿[3]。1934年。
- 朝日森天満宮[3]。1935年。
- 漢口神社[3]。1935年。
- 彌彦神社随神門、廻廊[3]。1935年。
- 稲荷神社（杉並区）[3]。1936年。
- 柞原八幡宮社務所斎館[3]。1937年。
- 南洋神社[3]。1937年。
- 御西山修養道場（現常陸太田市西山研修所）[3]。1937年。
- 鹿島修養道場（現・鹿島神宮武徳殿）[3]。1937年。
- 野田神社改築能舞臺[10][11]。

## 著作等
- 『小林福太郎氏遺作集』建友会 編 (洪洋社, 1943)
- 『北支満鮮随行日誌 図書』旭峯小林福太郎 著 (小林福太郎, 1928)
- 日本住宅の手入と保存法 / 建築画報. 18(6) 、建築画報社, 1927年6月号。
- 鐵筋コンクリート造の寺院建築に就て / 工業ト社会. 31(7) 国立国会図書館/図書館送信限定 雑誌 (東京工業会出版部, 1929年7月)
- コンクリートの美――(長林寺建築) / 建築画報. 20(9)(245) 、建築画報社, 1929年9月号。
- 江沼神社長流亭を觀る / 建築画報. 23(11)(283) 、建築画報社, 1932年11月号。
- 下毛の古建築村檜神社本殿 / 建築画報. 18(3) 、建築画報社, 1927年3月号。

## 関連文献
- 類洲環「小林福太郎 社寺建築に独自の道を切り開いた」『工手学校 日本の近代建築を支えた建築家の系譜 工学院大学』彰国社、2012年8月、64-73頁。ISBN 978-4-395-51104-4。